# スーパーコミック劇場
スーパーコミック劇場（スーパーコミックげきじょう）は、1996年 - 2005年に刊行されていたスクウェア・エニックス（旧：エニックス）発行のコンピュータゲームを題材にしたアンソロジー漫画作品集のレーベル。

## 概要
自社タイトル以外の作品も発売されているが、ドラゴンクエストシリーズは発売されていない（ファイナルファンタジーシリーズは2004年に「ファイナルファンタジー・クリスタルクロニクル 第一集」が発売された。）。旧エニックス時代は「エニックス・スーパーコミック劇場」（エニックス・スーパーコミックげきじょう）で略称は「ESG」であったが、2003年4月に旧：スクウェアと合併した際に社名を取り除き略称も「SCG」へ変更された。
同社の4コママンガ劇場が書籍編集部（旧：4コマ劇場編集部）の担当であるのに対し、スーパーコミック劇場は月刊Gファンタジー編集部が担当していたが、2006年に両者の路線を統合する形でガンガンパワード（2009年以降は月刊ガンガンJOKER）編集部が担当するガンガンコミックスアンソロジーが創刊されている。
スクウェア・エニックスのゲームコミックチャレンジ賞（1996年 - 2005年）と同時期に開催しており、受賞作がアンソロジー集に掲載されることもあった。

## スーパーコミック劇場作品一覧
- 50音順、ただしシリーズ作品はシリーズの順番。
- 緑色の作品は原作ゲームがエニックスおよびスクウェア・エニックス販売の自社作品。

| タイトル                                             | 原作販売元                             | 第一集の出版日 | 巻数     |
| ---------------------------------------------------- | -------------------------------------- | -------------- | -------- |
| ヴァルキリープロファイル                             | エニックス                             | 2000年2月26日  | 全八集   |
| ガンパレード・マーチ                                 | ソニー・コンピュータエンタテインメント | 2001年6月27日  | 全六集   |
| 機神咆吼デモンベイン                                 | 角川書店（原作・ニトロプラス）         | 2004年11月26日 | 全一集   |
| グランディアII                                       | ゲームアーツ                           | 2000年10月27日 | 全一集   |
| グランディア エクストリーム                          | エニックス                             | 2002年6月27日  | 全一集   |
| こみっくパーティー                                   | アクアプラス                           | 2001年9月27日  | 全三集   |
| サイキックフォース                                   | タイトー                               | 1997年2月27日  | 全一集   |
| 真・女神転生III-NOCTURNE                             | アトラス                               | 2003年3月27日  | 全一集   |
| スターオーシャン セカンドストーリー                  | エニックス                             | 1999年1月27日  | 全十一集 |
| スターオーシャン Till the End of Time                | エニックス                             | 2003年5月27日  | 全五集   |
| スターオーシャン Till the End of Time DIRECTOR’S CUT | スクウェア・エニックス                 | 2004年5月28日  | 全一集   |
| ゼノサーガ                                           | ナムコ                                 | 2002年7月26日  | 全三集   |
| テイルズ オブ デスティニー                           | ナムコ                                 | 2000年7月27日  | 全三集   |
| テイルズ オブ デスティニー2                          | ナムコ                                 | 2003年3月10日  | 全六集   |
| テイルズ オブ リバース                               | ナムコ                                 | 2005年3月25日  | 全三集   |
| テイルズ オブ シンフォニア                           | ナムコ                                 | 2005年5月27日  | 全二集   |
| デビルサマナー ソウルハッカーズ                      | アトラス                               | 1998年8月27日  | 全二集   |
| 闘神伝2                                              | タカラ                                 | 1996年8月27日  | 全一集   |
| To Heart                                             | アクアプラス                           | 1999年8月27日  | 全五集   |
| ToHeart2                                             | アクアプラス                           | 2005年2月18日  | 全二集   |
| ファイアーエムブレム                                 | 任天堂                                 | 1996年10月26日 | 全一集   |
| ファイアーエムブレム 紋章の謎                        | 任天堂                                 | 1997年8月27日  | 全一集   |
| ファイアーエムブレム 聖戦の系譜                      | 任天堂                                 | 1998年1月27日  | 全一集   |
| ファイアーエムブレム トラキア776                     | 任天堂                                 | 2000年3月27日  | 全一集   |
| ファイナルファンタジー・クリスタルクロニクル         | スクウェア・エニックス                 | 2004年3月26日  | 全一集   |
| ファントム・ブレイブ                                 | 日本一ソフトウェア                     | 2004年6月11日  | 全一集   |
| 女神異聞録ペルソナ                                   | アトラス                               | 1997年10月27日 | 全二集   |
| ペルソナ2 罪                                         | アトラス                               | 1999年9月27日  | 全二集   |
| ペルソナ2 罰                                         | アトラス                               | 2000年11月27日 | 全一集   |
| ラジアータ ストーリーズ                              | スクウェア・エニックス                 | 2005年4月27日  | 全一集   |
| ラングリッサー                                       | メサイヤ                               | 1998年11月27日 | 全一集   |
| ワンダープロジェクトJ 機械の少年ピーノ               | エニックス                             | 1996年12月17日 | 全一集   |